# LGBT práva v Beninu

Duhová mapa Beninu

Lesby, gayové, bisexuálové a transgender osoby (LGBT+) se mohu setkávat v Beninu s právními komplikacemi, které jsou pro běžné heterosexuální páry neznámé. Stejnopohlavní aktivita mezi jedinci stejného pohlaví ale oficiálně není trestná, jelikož nikdy neexistovala právní úprava, která by jakýmkoli způsobem homosexalitu trestala.

## Stejnopohlavní soužití
Stejnopohlavní soužití a sexuální styk je na území Beninu legální, jelikož neexistuje žádná právní úprava pro tato soužití a tudíž pro osoby není trestné. Stejnopohlavní styk je legální pro jedince od 21 let. Benin ve skutečnosti neustále uznává podstatnou část občanského zákoníku z období kolonialismu, který platil na území Francouzské Západní Afriky z roku 1877. Ovšem s lidmi, kteří nedosáhli hranice věku 21 let, jsou tyto činy brány jako činy “spáchané proti přírodě“, ti tak mohou být zatčeni a nuceni zaplatit pokutu ve výši až 50 tisíc franků.
V roce 1996 padnul při reformě trestního zákoníku konzervativní návrh, který by trestal homosexualitu pokutou až 500 tisíci franky, ale tento návrh zákona neprošel.
Ani návrh trestního zákoníku z roku 2008 neobsahoval žádnou kriminalizaci styku osob stejného pohlaví.
Benin neuznává žádnou formu stejnopohlavního soužití vč. stejnopohlavních manželství.

## Životní podmínky
V roce 2013 fungovalo na území Beninu celkem 9 LGBT organizací, především ve velkých městech. V květnu 2013 dokonce uspořádali první veřejnou akci na podporu odlišných sexuálních orientací na podporu Mezinárodního dne proti homofobii, bifobii a transfobii v Institut Français v hlavním městě Cotonou. Celková účast byla podle organizátorů až 200 lidí, několik jedinců se označilo za gaye a společně protestovali za lepší podmínky pro LGBT komunitu.
Beninská společnost je sice založena na tradici a mnoho obyvatel homosexualitu bere spíše jako něco nezvyklého, ale postupně se daří LGBT organizacím šířit o nich povědomí. Na Facebooku funguje i skupina Tous Nés Libres et Egaux, která si klade za cíl bojovat proti homofobii a jiným nenávistem.

## Souhrnný přehled
| Legální stejnopohlavní styk                                          | (nikdy nebyl trestný) |
| Stejný věk legální způsobilosti k pohlavnímu styku pro obě orientace | (21 let)              |
| Antidiskriminační zákony v zaměstnání                                | No                    |
| Antidiskriminační zákony v přístupu ke zboží a službám               | No                    |
| Antidiskriminační zákony v přístupu ke zboží a službám               | No                    |
| Stejnopohlavní manželství                                            | No                    |
| Stejnopohlavní soužití                                               | No                    |
| Adopce dítěte partnera                                               | No                    |
| Společná adopce dětí stejnopohlavními páry                           | No                    |
| Gayové a lesby smějí otevřeně sloužit v armádě                       |                       |
| Možnost změny pohlaví                                                |                       |
| Přístup k umělému oplodnění pro lesbické ženy                        | No                    |
| Náhradní mateřství pro gay páry                                      | No                    |
| MSM smějí darovat krev                                               | No                    |